# Léon Van den Houten
Léon Van den Houten né à Molenbeek-Saint-Jean le 17 février 1874 et mort à Châtelet en 1944, est un peintre, dessinateur, sculpteur et céramiste belge impressionniste influencé par le fauvisme. Il réalise de nombreux portraits, nus, natures mortes ainsi que des paysages en Belgique, Écosse, France et au Luxembourg. Il est également enseignant et pédagogue à Charleroi. À ce titre, il a contribué à former et à révéler un nombre notable d'artistes originaires de Charleroi et sa région.

## Biographie
Léon Henri Van den Houten, né à Molenbeek-Saint-Jean le 17 février 1874, est le fils de Pierre Van den Houten, peintre, et de Marie Louise Kivits. Il épouse Jeanne Back et de cette union naissent trois enfants.
Il reçoit une formation artistique à l'Académie de Châtelet et à l'Université du Travail.
En 1906, il est nommé professeur de dessin à l'École normale provinciale de Morlanwelz-Charleroi. Il y crée une méthode de dessin (croquis de personnages en diverses postures, de scènes enfantines, d'histoires sans parole) qui est utilisée dans les écoles de la région de Charleroi. Il promeut l’art dans la région de Charleroi en créant également en 1906 le cours d’art décoratif à l'Université du Travail et un cours de composition décorative à l'École industrielle supérieure à Charleroi.
Pendant la Première Guerre mondiale, il se réfugie au Royaume-uni avec sa famille ce qui lui permet de suivre des cours à la Glasgow School of Art de 1915 à 1916. Pour subvenir aux besoins de sa famille, il donne des cours de dessin dans la bonne société anglaise.
De retour en Belgique à la faveur de l'Armistice, il reprend ses activités académiques à l'Université du Travail et à l'École normale provinciale de Morlanwelz-Charleroi. Parmi ses élèves du cours de dessin figurent, entre autres, Léon Adam, Gustave Camus, Alphonse Darville, Georges Debroux, Marcel Delmotte, Joseph Gillain (Jijé), Marthe Guillain, Ben Genaux, Fernand Liénaux et Félix van Immerzeel. Dans l'entre-deux-guerres, il expose ses œuvres principalement à Charleroi, notamment au Cercle artistique et littéraire de Charleroi et à l'Exposition « L'Art vivant au Pays de Charleroi ». Il a également participé à l'Exposition triennale de Gand, au Salon triennal d'Anvers et au Salon des Artistes français dans les années 1920. Il était par ailleurs président du Cercle « Pour l'Art » de Charleroi. Il restera dans le corps professoral jusqu'à sa retraite en 1937.
Dans le style de Léon Van den Houten, on note la présence de couleurs vives et une simplification des formes qui parfois le rapproche de l'abstraction.

## Sélection d'œuvres
- 1921 : Monument aux morts de Marchienne-au-Pont.
- 1922 : Monument aux morts de Marcinelle.
- 1923 : Le Pont de Jambes, Patrimoine de la région de Bruxelles-capitale.
- 1924 : Balançoire.
- 1926 : 
  - Soir sur la vallée de la Senne ;
  - Jeunesse.
- 1927 : 
  - La Meuse à La Plante ;
  - L'Eau d'Heure ;
  - Nu ;
  - Baigneuse ;
  - Indépendance.
- 1928 : 
  - Sculpture du monument funéraire d'Yvonne Vieslet à Monceau-sur-Sambre ;
  - Barques ;
  - Avenue à Uccle ;
  - L'Angélus ;
  - La Dodaine en octobre ;
  - La voile rouge.
- 1929 : 
  - Torse de jeune femme ;
  - La Meuse au pont de Jambes.
- 1930 : 
  - Printemps.
  - Hiercheuses, Musée des Beaux-Arts de Charleroi.
- 1932 : Vues de Bruges.
- 1933: Grand Place de Bruxelles.
- 1938 : 
  - Le Palais des Académies ;
  - La Marie-Jeanne ;
  - Aube marine ;
  - Cannes, le matin ;
  - Soir sur Palm-Beach.
- 1939 : 
  - L'Endormie ;
  - Côte d'azur.